# Johnny Lingo
Pour les articles homonymes, voir Lingo et Lingo (animal).
Pour plus de détails, voir Fiche technique et Distribution.
Johnny Lingo est un court métrage de 1969 produit par l'Université Brigham Young. 
Le film et le remake sont basés sur la nouvelle de Patricia McGerr dans Woman's Day. Johnny Lingo dure 26 minutes et ne mentionne pas spécifiquement l'Église de Jésus-Christ des saints des derniers jours en dehors du générique. Le film présente de nombreux enseignements de cette église, tels que la gentillesse envers les autres et la croyance en sa propre valeur intrinsèque.

## Synopsis
Johnny Lingo (MaKee K. Blaisdell) est un commerçant polynésien astucieux, honnête et apprécié. Johnny retourne dans son île natale pour négocier une épouse. Mahana (Naomi Kahoilua ), la jeune femme qu'il désire, est considérée par ses voisins et même son père, Moki (Joseph Ah Quin), comme étant de peu de valeur, maussade, laide et indésirable . Se reprochant de ne pas avoir payé assez de vaches pour la mère de Mahana, son père la traite avec méchanceté, comme en criant : « Mahana, tu es moche ! » Alors que la négociation est sur le point de commencer, les femmes de l'île se vantent du nombre de vaches que leur mari avait payées pour chacune d'elles et déclarent que le père de Mahana n'aura qu'une seule vache de la part de Lingo.
La négociation commence et Moki demande à Johnny Lingo trois vaches, comme le conseille Me Hai, conseiller de Moki. Les insulaires rient d'un air dérisoire, puis attendent que Lingo fasse sa contre-offre, certains qu'il fera une affaire dévastatrice.
Johnny, réfléchissant à l'offre, déclare que « trois vaches sont nombreuses ... mais pas assez pour Mahana ! » Il offre alors le prix inouï de huit vaches pour sa main. Après la négociation, Johnny rend visite à M. Harris, un commerçant américain de l'île, pour lui offrir une coquille précieuse en échange d'un miroir. Dans leur conversation, M. Harris est convaincu que Johnny n'a payé si cher que pour être bien considéré et pour qu'on se souvienne de lui. Le lendemain, Moki, Me Hai et Mahana, en attendant que Johnny amène les vaches, se persuadent que Johnny a reconsidéré son accord et ne se présenteras pas. En fin de compte, Johnny livre les vaches et épouse Mahana le soir même, endurant quelques moqueries pour avoir payé autant pour une femme apparemment indésirable, pendant que Moki se délecte de sa nouvelle prospérité. Johnny et Mahana quittent ensuite l'île pendant de nombreux mois pour leur lune de miel, visitant de nombreuses îles.
Quand ils reviennent, Harris découvre, à son grand étonnement, que Mahana est une femme belle et heureuse. Même le père de Mahana accuse Johnny Lingo de l'avoir trompé en disant : « [Mahana] vaut dix vaches, si elle vaut un sabot ! » M. Harris s'est rendu compte que Johnny avait payé huit vaches non pas pour la beauté de Mahana, mais pour lui montrer qu'elle valait plus qu'elle ne le savait. Johnny lui prouva ainsi que sa vraie valeur n'avait rien à voir avec ce que les autres voyaient, mais seulement avec qui elle était vraiment.
Il avait fait le meilleur marché de tous - quelques vaches pour une vie avec la femme qu'il aimait.

## Distribution
- Makee K. Blaisdell - Johnny Lingo[1]
- Naomi Kahoilua - Mahana
- Francis L. Urry - M. Harris
- Joseph Ah Quin - Moki
- Joseph R. TeNgaio - Me Hai, conseiller de Moki
- Malofou Maumasi - Tulo

## Influence et remake
Le film est autorisé par Covenant Communications et est vendu sur DVD par le Creative Works Office de l'Université Brigham Young.
Le livre de 1993 Hana, the No-Cow Wife continue l'histoire et montre ses effets sur une autre jeune femme.
Durant l'été 2001, la Salt Lake Acting Company a organisé une parodie en direct de Johnny Lingo dans l'épisode de cette année-là de leur série annuelle de parodie théâtrale Voyeur de samedi. L'acte était intitulé Mahana, You Ugly[réf. nécessaire].
Un remake de 2003 de ce film intitulé The Legend of Johnny Lingo a été réalisé par Steven Ramirez et financé par la Tahitian Noni International, basé dans l'Utah.

## Critique
On retrouve dans Johnny Lingo de forts éléments de sexisme et de colonialisme. Le film a été critiqué pour « [s'articulant] sur l'idée que l'estime de soi d'une femme est basée sur le prix qu'elle coûte dans une transaction financière entre hommes, et non sur un sens interne de qui elle est ». Plutôt que d'être reconnue comme «industrieuse», ou toute autre caractéristique personnelle, note Lingo, après avoir payé huit vaches pour Mahana, « elle sait maintenant qu'elle vaut plus que toute autre femme de l'île ». L'écrivain Holly Welker commente en outre : « [le film] ne considère pas l'achat et la vente de femmes comme une propriété comme étant essentiellement ou intrinsèquement mauvais ».